# Okuyuto

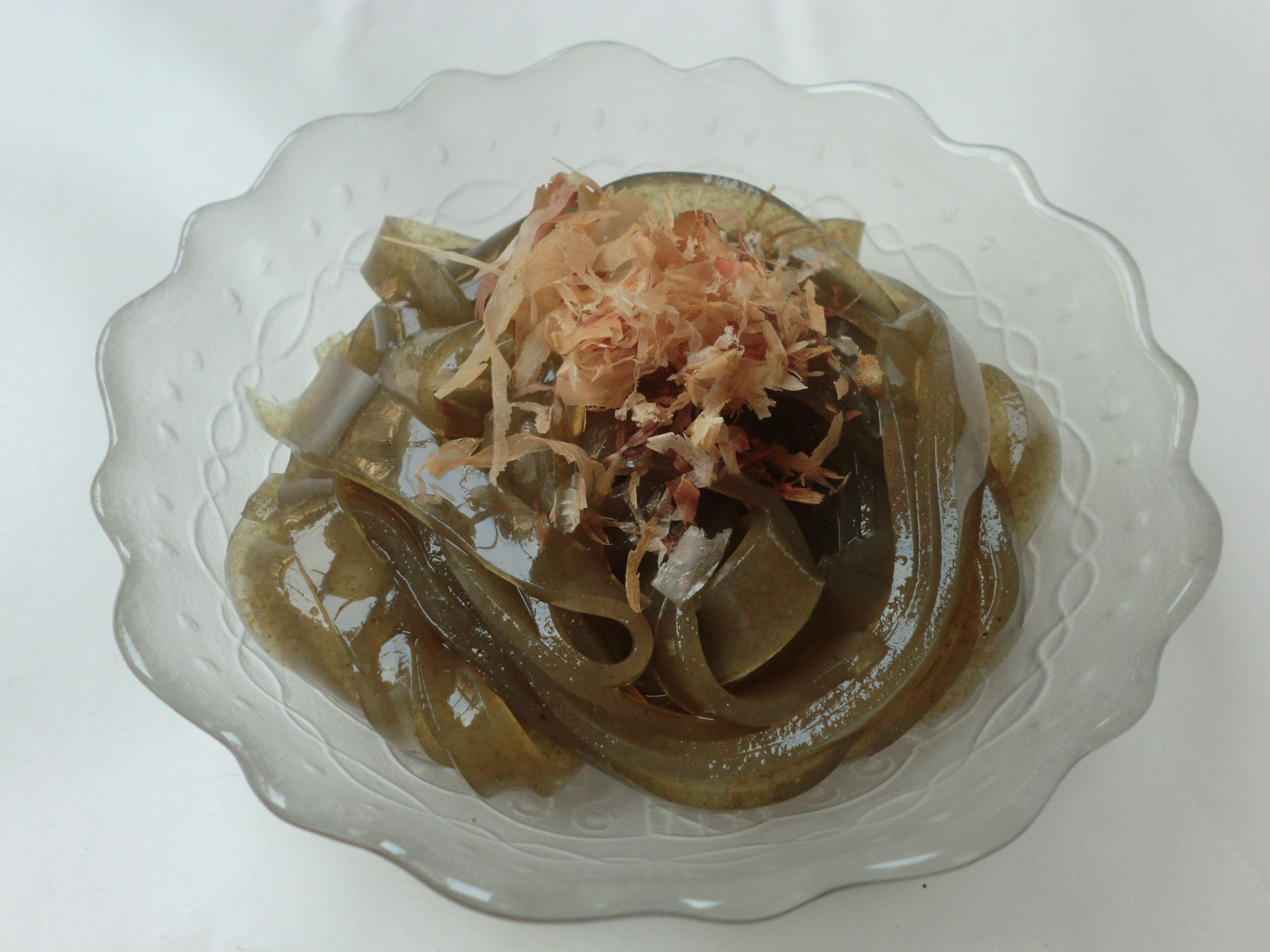
Okuyuto

El okuyuto(おきゅうと) es un alimento procesado a base de algas marinas que se consume principalmente en la ciudad de Fukuoka, en la prefectura de Fukuoka, Japón. También puede encontrarse escrito como “Okuto”, “Uketo” o “Okidokko”. Es un ingrediente que se puede encontrar en cualquier supermercado de la prefectura de Fukuoka.

## Historia
Se cree que la historia del okuyuto se remonta a la antigüedad. En torno a la bahía de Hakata, en Fukuoka y el norte de Kyūshū, vivían los pueblos ama (pueblos marinos), quienes se dedicaban a la navegación y al comercio marítimo. Se considera que el origen del okuyuto está en los alimentos consumidos por estos pueblos.
En la ciudad de Azumino, en la prefectura de Nagano, donde migraron algunos miembros del clan Azumi(安曇氏) en la antigüedad, existe un alimento similar llamado “ego”, elaborado a partir de algas marinas, que aún se consume hoy en día. Esto sugiere que el okuyuto era considerado un alimento sagrado por los antiguos habitantes de Kyūshū, un pueblo profundamente vinculado al mar.
Durante la era Edo, el “Chikuzen Kokusanbuchō” menciona el okuyuto bajo el nombre de “ukeuto”. Originalmente se consumía en el distrito de Hakata, pero luego se extendió por toda la ciudad de Fukuoka y otras regiones de Kyūshū. Hasta la década de 1990, en la ciudad de Fukuoka era común ver vendedores ambulantes que recorrían la ciudad cada mañana ofreciendo okuyuto, y alrededor de 1997 había unas diez tiendas especializadas en su producción.
Desde la década de 1990, la escasez de la materia prima, el alga egonori, ha llevado a los productores a importar algas de lugares como la ciudad de Wajima, en la prefectura de Ishikawa.

## Elaboración y consumo
El okuyuto se elabora principalmente a partir de las algas egonori (conocidas como “ego sō”, “okuyuto sō” o “makusa” en Hakata) y okiten (igisu, conocido como kebo en Hakata) o tengusa. Estas algas se lavan cuidadosamente y se secan al sol entre una y cinco veces, dependiendo de su estado. Si se omite este paso, el sabor se ve afectado y el color del producto final es más oscuro. Para uso doméstico, a veces se reduce el número de lavados para mantener el aroma de las algas.
Las algas secas se mezclan en una proporción de 7:3 o 6:4, se golpean bien y luego se disuelven con vinagre y se cuecen. La mezcla resultante se cuela y se moldea en forma ovalada, dejándola endurecer a temperatura ambiente. En Hakata, es común vender el okuyuto enrollado en forma de rollo.
El okuyuto de buena calidad es de color ámbar y tiene una textura elástica; si es demasiado oscuro, no es muy apreciado. Existen productos de color verde vendidos como “okuyuto” que en realidad no contienen egonori, sino principalmente tengusa, por lo que se consideran “tokoroten” y no okuyuto auténtico.
En regiones como Niigata o Nagano, existe un alimento similar llamado “igoyaki” o “egoneri”, que utiliza solo egonori y sigue un proceso de elaboración parecido, pero sin secado al sol ni uso de okiten.
El okuyuto se corta en tiras de 5 a 10 milímetros de ancho, se sirve con katsuobushi (copos de bonito seco), jengibre rallado o cebollino picado como condimentos y se acompaña de salsa de soja, salsa de soja con mostaza, ponzu o salsa de sésamo. Suele consumirse en el desayuno.

## Etimología
Existen varias teorías sobre el origen del nombre “okuyuto”:
- Que proviene del “udo” (planta) recolectado en alta mar.
- Que se refiere al proceso de exprimir fuertemente las algas durante la preparación.
- Que se originó como “kyūto” (“persona salvada”) por haber salvado a la gente durante una hambruna.
- Que deriva de “okinuto”, refiriéndose a la técnica aprendida de los pescadores.[1][3][2]